# Katedralskole
Katedralskole er oprindelig en skole knyttet til en domkirke og/eller bispesæde. Tidligere blev de også kaldt domskoler eller kapitelskoler.
De øverste klasser i katedralskolen havde oprindelig til opgave at uddanne kommende præster.
I Danmark findes der i dag katedralskoler i Aalborg, Aarhus, Haderslev, Nykøbing Falster, Odense, Ribe, Roskilde og Viborg. Der findes ikke katedralskoler i Helsingør og København, da bispesæderne knyttet til disse byer først blev etableret i henholdsvis 1961 og 1922. Da Sjællands bisp residerede i København fra 1536 ville man i begyndelsen af 1800-tallet ombenævne byens latinskole til katedralskole, men pga. protest fra Roskilde måtte man i stedet kalde den Metropolitanskolen. Derfor fik man aldrig en katedralskole i Københavns stift, selvom bispen boede der.
Grunden til at der findes en katedralskole i Nykøbing Falster og ikke i Maribo, hvor domkirken ligger, er det store franciskanerkloster, som etableredes i middelalderen i Nykøbing Falster. I 1498 etableredes en katedralskole i tilknytning til klosteret. Desuden bor stiftets bisp også i Nykøbing.
Efter Reformationen i 1536 blev katedralskolerne til statslige latinskoler og fra 1903 til gymnasieskoler. Da amterne overtog statens gymnasier ved reformen i 1986, fik katedralskolerne lov til at beholde deres oprindelige navne.